# Gesamtanlage
Eine Gesamtanlage ist eine Gruppe von unbeweglichen Sachen, also Immobilien (Gebäude, Straßen, Platz- oder Ortsbilder, Pflanzen-, Frei- und Wasserflächen), die gemeinsam als Bauwerksensemble ein Kulturdenkmal bilden, also ein Ensembledenkmal.

## Nationales

### Deutschland
In einer Gesamtanlage muss nicht jedes einzelne Objekt Kulturdenkmal sein, im extremen Fall ist sogar keines der einbezogenen Objekte für sich selbst ein Kulturdenkmal (Einzeldenkmal). Vielmehr sind alle Objekte der Gesamtanlage insgesamt Kulturdenkmal.
Alle deutschen Denkmalschutzgesetze kennen diese Einrichtung, wenn auch unter verschiedenen Bezeichnungen:
- Gesamtanlage: Baden-Württemberg, Bremen, Hessen
- Denkmalensemble, Ensemble : Bayern, Bremen, Saarland, Thüringen
- Denkmalbereich: Berlin (mit Unterscheidung zwischen Ensemble und Gesamtanlage[1]), Mecklenburg-Vorpommern, Nordrhein-Westfalen, Sachsen-Anhalt[2], Schleswig-Holstein
- Denkmalschutzgebiet, Sachgesamtheit: Sachsen
- Denkmalzone: Rheinland-Pfalz
- Mehrheit baulicher Anlagen und ähnliche Formulierungen: Bayern, Brandenburg, Hamburg, Niedersachsen, Saarland

Gesamtanlagen werden in den einzelnen Landesdenkmalgesetzen beschrieben und folgen in ihrer konkreten Entstehung in der Regel dem Verfahren, das auch für Einzelkulturdenkmale gilt. Eine Besonderheit kennt hier das Denkmalrecht allerdings in Ländern, in denen die Gesamtanlage abweichend von dem sonst üblichen Verfahren z. B. durch Gemeindesatzungen festgelegt wird. Mit Rechtswirksamkeit der Satzung unterliegt die Gesamtanlage dann den Vorschriften des jeweiligen Landesdenkmalgesetzes.
Der denkmalrechtliche Schutz einer Gesamtanlage ist in der Regel geringer als der eines Einzelkulturdenkmals. Geschützt wird hier – im Gegensatz zum Einzelkulturdenkmal – nicht die Substanz des Geschützten, sondern dessen Erscheinungsbild. Geschützt werden kann so ein historisches Orts- oder Stadtbild, eine Silhouette, Sichtbezüge oder die Umgebung von Einzelbauten (Freiräume, Freiflächen).

### Österreich

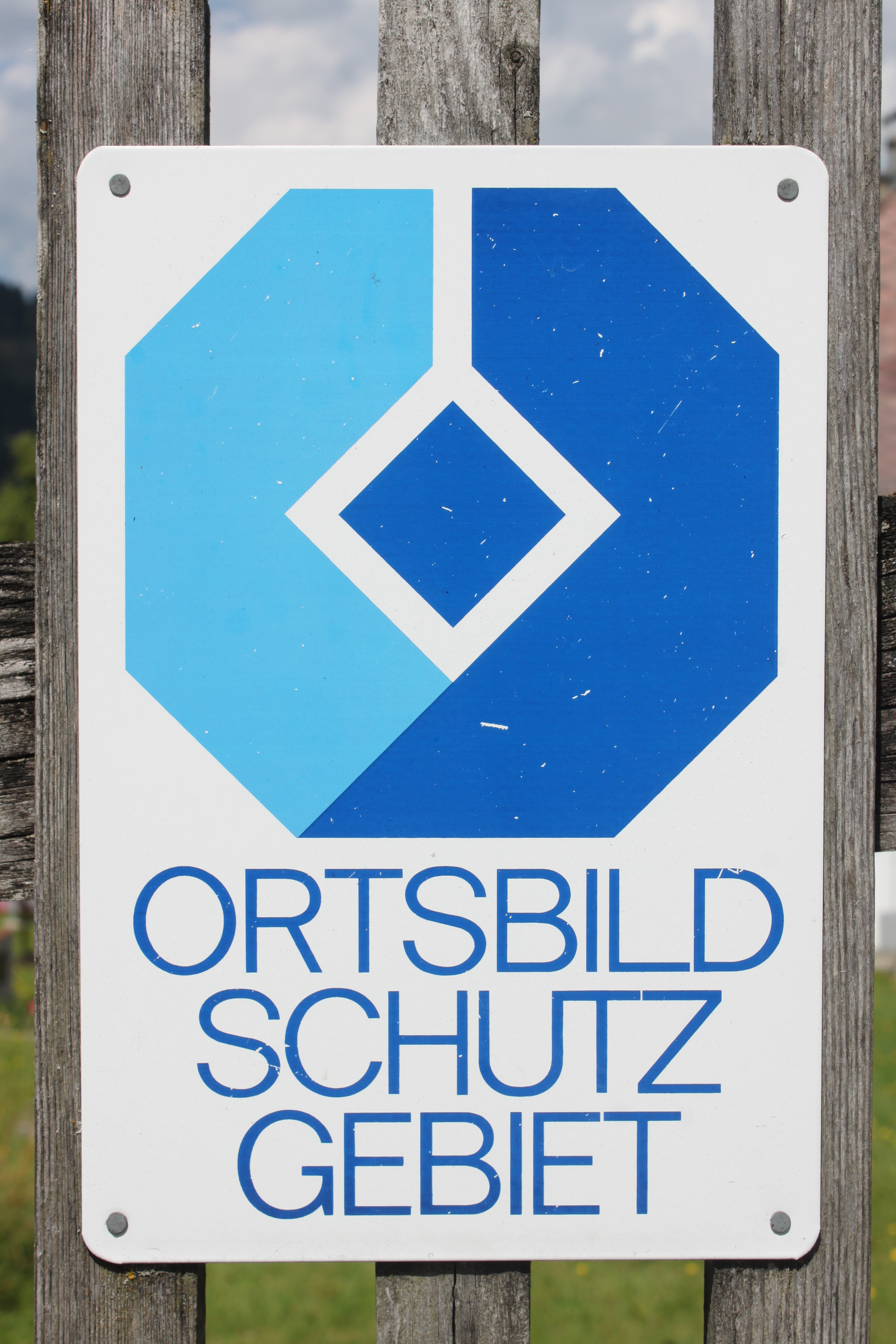
Ortsbildschutzgebiet in Mariazell

In Österreich ist die Sachlage genau umgekehrt als in Deutschland: Im Prinzip bezieht sich eine Unterschutzstellung immer auf eine bauliche Anlage. Als „Gesamtanlage“ werden all jene Bauwerksensembles ausgewiesen, in denen jedes einzelne Bestandteil von öffentlichem Interesse ist, auch wenn es nicht explizit genannt ist. Da der österreichische Denkmalschutz keinen aktiven Denkmalschutz (unbedingte Erhaltungspflicht) kennt, und der Gutteil der Denkmale kraft gesetzlicher Vermutung unter Schutz gestellt wurden (seit 2009 vorläufige Unterschutzstellung durch Verordnung, § 2a DMSG), wird im Allgemeinen dann bei Bedarf der Umfang und Schutzziel durch einen Bescheid genauer festgestellt (gemäß § 3 DMSG). Der Ausdruck Gesamtanlage findet sich im Titel des Denkmalobjekts in den vom Bundesdenkmalamt jährlich veröffentlichten Listen.
Die Unterschutzstellung einer gesamten Anlage setzt eine Benennung als solche aber nicht voraus.
Stehen bei einem Ensembledenkmal nur einzelne, bestimmte Teile unter Schutz, werden diese – abgesehen vom konkreten Bescheid – meist explizit im Denkmaltitel genannt, oder mehrfach einzeln ausgewiesen. „Gesamtanlage“ stellt damit eine umfassende strenge Ausweisung dar.
Der Schutzbegriff des deutschen Denkmalrechts fällt in Österreich unter Ortsbildschutz als Ensemble- oder Umgebungsschutz, der auf Schutz vor Beeinträchtigung des Gesamtbildes ausgelegt ist, und als Materie der Raumordnung und Bauleitplanung in landes- oder gemeinderechtlichen Rechtssetzungen (etwa geschützte Sichtachsen in der Stadt Salzburg) oder durch internationale Verpflichtungen (wie den Schutzzonen des UNESCO-Welterbestätten in Österreich und ihren Managementplänen) geregelt ist.
Teils werden dafür auch landschaftschützerische Klassen (landesrechtlich) ausgewiesen, wo die bauliche Anlage den Kern des Schutzgebiets bildet.

### Tschechische Republik

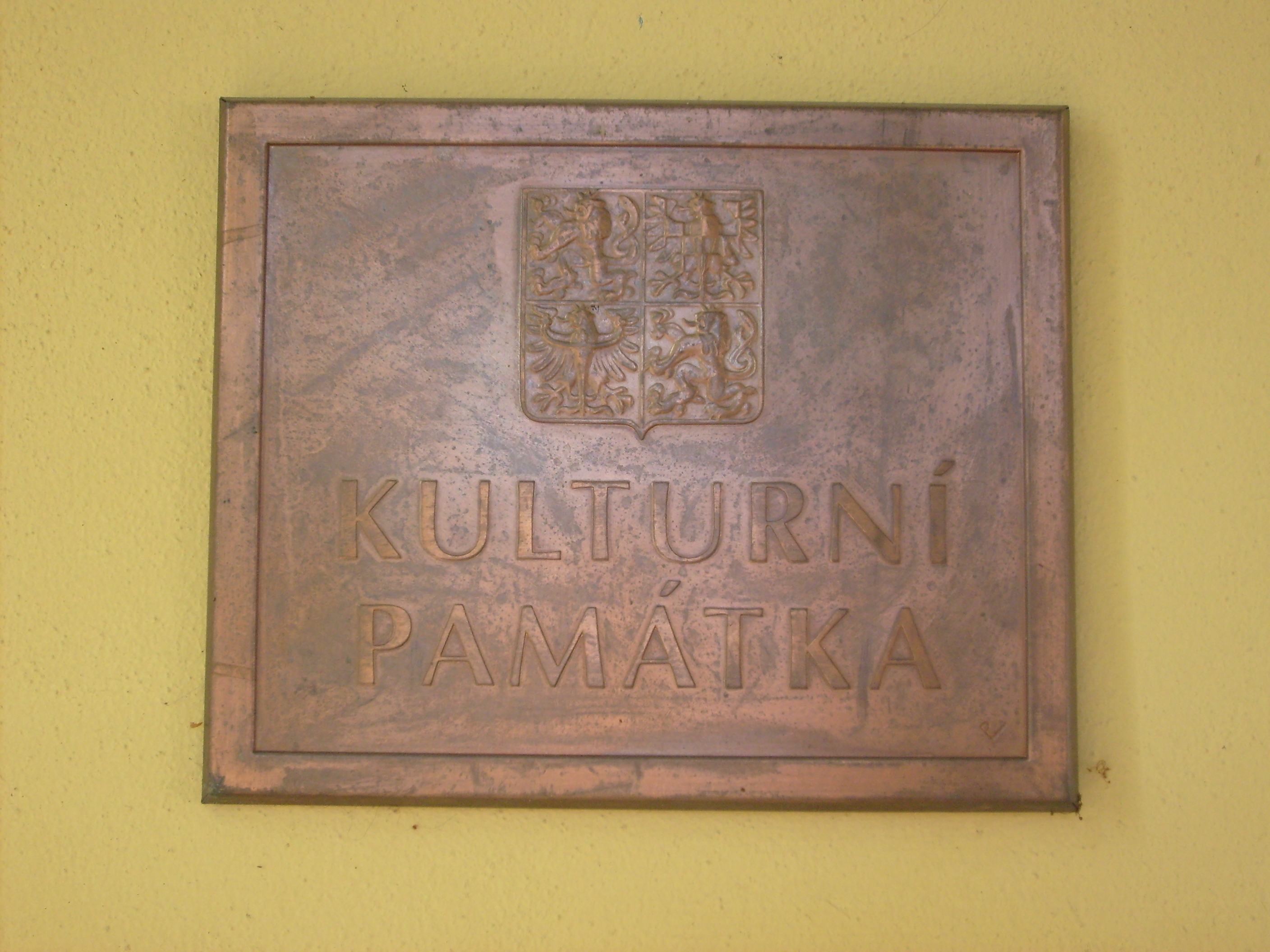
Kennzeichnung eines Kulturdenkmals in Tschechien

In Tschechien gibt es vier Kategorien denkmalgeschützter Objekte:
1. Nationale Kulturdenkmale der Tschechischen Republik (Národní kulturní památka České republiky), dazu gehören 272 besonders herausragende Denkmale in Tschechien. Siehe auch: Liste der Nationalen Kulturdenkmale Tschechiens
2. Kulturdenkmale der Tschechischen Republik (Kulturní památka České republiky), dazu gehören unbewegliche und bewegliche Denkmale in Tschechien, geordnet nach Landkreisen (Okres).
3. Denkmalreservate der Tschechischen Republik (Památková rezervace v České republice), dazu gehören städtische, dörfliche und archäologische Denkmalreservate. So sind z. B. 40 Städte, deren Altstadtkerne als städtische Denkmalreservate ausgewiesen sind, hier eingeordnet. Siehe auch: Liste der städtischen Denkmalreservate in Tschechien
4. Denkmalzonen (Památková zóna v České republice), dazu gehören städtische, dörfliche und Gebiets-Denkmalzonen von regionaler Bedeutung. Siehe auch: Liste der städtischen Denkmalzonen in Tschechien

Zwölf Stätten sind als UNESCO-Welterbe ausgewiesen, siehe Welterbe in Tschechien.